# Jacques Antoine (éditeur)
Pour les articles homonymes, voir Jacques Antoine et Antoine.
Jacques Antoine, né à Coblence, en Allemagne, le 19 août 1928 et mort à Bruxelles le 23 octobre 1995, est un libraire, éditeur franco-belge de littérature française de Belgique.

## Biographie
Jacques Antoine naît à Coblence en 1928, d'un père français naturalisé belge et d'une mère bruxelloise. Ces origines culturellement doubles lui feront afficher les contradictions d'une personnalité à la fois présente et absente dans un pays dont les cultures sont également multiples.
Il poursuit un cursus d'études classiques puis commerciales avant d'assister à l'université libre de Bruxelles aux cours de littérature d'Émilie Noulet. Sa vie professionnelle, liée dès ses débuts à la littérature de langue française en Belgique, débute par la création de la librairie « La Jeune Parque » rue des Éperonniers à Bruxelles, à quelques pas de la Grand-Place en 1953. Cette librairie, dont le nom évoque le souvenir du texte de Paul Valéry de 1917, prendra peu à peu le rang d'un salon littéraire dans les années 1960-1970. S'y croisaient des écrivains (Norge, Franz Hellens) des chanteurs et poètes : Anne Sylvestre, Julos Beaucarne. La librairie poursuivra ses activités jusqu'en 1975.
En janvier 1968, Jacques Antoine s'enregistre en qualité d'éditeur et publie l'Histoire sans manuel d'André Beem. À ses débuts l'éditeur publiera des auteurs français (Claude Aveline, Marcel Jouhandeau) et belges (Franz Hellens). Il donne une place prépondérante au théâtre, à la poésie, aux essais littéraires. La part du roman dans ses publications ne se développe que plus tardivement. Il prend ainsi ses distances, non seulement géographiquement en s'installant à Bruxelles et non à Paris, mais aussi par rapport à l'édition de roman sur lequel sont concentrés les éditeurs parisiens. 

## Collections
En 1975 Jacques Antoine ferme la librairie « La Jeune Parque », ce qui lui permet de se consacrer au projet de longue haleine de constitution d'un vaste catalogue littéraire d'éditeur. Il crée la collection « Passé Présent » en 1976 et, en 1979, la collection « Écrits du Nord ».

### «Passé Présent»
La collection « Passé Présent » est née du projet d'éditer l'œuvre du poète belge Odilon-Jean Périer et de réunir les œuvres complètes d'écrivains belges.
Elle aboutit à la publication de quarante-sept titres entre 1976 et 1986, parmi lesquels des œuvres des auteurs belges Maurice Maeterlinck, Marie Gevers,  Lucienne Desnoues, Camille Lemonnier, André Baillon, Hubert Krains, Marcel Lecomte, Guy Vaes, Stanislas-André Steeman, Pierre Mertens. Le lexicologue Joseph Hanse parraine la collection à ses débuts.

### «Écrits du Nord»
En créant la collection « Écrits du Nord » en 1979, les éditions Jacques Antoine ont rempli un rôle déterminant dans l'institutionnalisation de la littérature francophone de Belgique, grâce notamment, sur le plan financier, au soutien des pouvoirs publics belges. Elle comptera dix-neuf titres d'œuvres contemporaines inédites d'auteurs tels que : Gaston Compère, Lucie Spède, et encore Guy Vaes et Jean Muno (ces derniers obtiennent chacun un prix Victor-Rossel pour leur publication en 1983 pour Vaes et en 1979 pour Muno).

## Origines et postérité

### Les modèles
Franz Hellens, mort en 1972, et dont Jacques Antoine est l'exécuteur testamentaire, apparaît comme un des principaux vecteur du projet éditorial de Jacques Antoine.
Hellens est un des derniers grands Flamands d'expression française et revient de son exil à Nice après la Première Guerre mondiale porteur d'une représentation nouvelle de la littérature en Belgique. Il ne s'agit plus de parler de « littérature belge » mais de la « littérature française de Belgique ». Il édite ainsi René Kalisky avec « Charles le téméraire » en (1975).
Il s'agit aussi de sortir la Belgique de son isolement en l'intégrant à l'espace français. En 1937, Hellens signe avec plusieurs écrivains de renom tels Michel de Ghelderode, Marcel Thiry, Charles Plisnier le Manifeste du Lundi qui répudie une littérature belge pensée comme ensemble séparé de la littérature française, accrochée à des particularismes esthétiques locaux. La génération de Franz Hellens a précédé celle de Jacques Antoine et ce dernier est l'héritier tardif de l'esthétique qu'elle revendique pour la Belgique littéraire.
Le critique et éditeur français Jean Paulhan est également pour Jacques Antoine un modèle dans le domaine de l'édition, qu'il mentionnait d'ailleurs souvent. 
En décembre 2023, les éditions "Jacques Antoine - Les Eperonniers" font l'objet d'une fiction littéraire de Christophe Van Staen, intitulée Rue des Eperonniers, publiée dans la collection "Bruxelles se conte" des éditions Maelström ReEvolution.  

### Les successeurs
En 1987, Lysiane d'Haeyere (décédée le 28 février 2009), qui fut l'épouse de Jacques Antoine, crée à Bruxelles les éditions « Les Éperonniers ». La maison continue l'exploitation du stock des « Éditions Jacques Antoine », et crée, en 1989, un catalogue propre avec la collection « Maintenant ou jamais », principalement dédiée au genre romanesque. La collection remporte dès son lancement le prestigieux prix Rossel pour La Faute des femmes, de Jean-Claude Bologne, et en 1993 pour Nous deux, de Nicole Malinconi. Elle recevra également la médaille d'argent du prix Plantin-Moretus de l'Association des éditeurs belges. Consacrée par les professionnels de l'édition, la maison « Les Éperonniers » témoigne du niveau d'exigence de Lysiane d'Haeyere, dans la lignée de Jacques Antoine. 

« Le rôle joué par Jacques Antoine puis Les Éperonniers dans la patrimonialisation des lettres francophones de Belgique ou la découverte d’auteurs ayant su ensuite prendre leur envol est souvent rappelé et demeure très présent à la mémoire des professionnels du livre et de la littérature belges. »

La Communauté française de Belgique a racheté en 2011 le fonds d'édition subsistant, après son passage entre les mains de plusieurs éditeurs (dont les Éditions Labor et Luc Pire).

### Autres auteurs publiés (sélection)
- Alain Bosquet de Thoran
- Herman Closson
- Lucienne Desnoues
- Paul Emond
- Liliane Wouters
- Thomas Owen[7]

### Articles
- Pascal Durand et Tanguy Habrand, « De Jacques Antoine aux Éperonniers : L’édition littéraire en Belgique au passé et au présent (I) », Textyles, no 45,‎ 2014, p. 169-188 (lire en ligne)
- Pascal Durand et Tanguy Habrand, « De Jacques Antoine aux Éperonniers : L’édition littéraire en Belgique au passé et au présent (II) », Textyles, no 47,‎ 2015, p. 175-200 (lire en ligne)